# Newberry County
Newberry County ist ein County im Bundesstaat South Carolina der Vereinigten Staaten. Das U.S. Census Bureau hat bei der Volkszählung 2020 eine Einwohnerzahl von 37.719 ermittelt. Der Verwaltungssitz (County Seat) ist Newberry.

## Geographie
Das County liegt im mittleren Nordwesten von South Carolina und hat eine Fläche von 1676 Quadratkilometern, wovon 43 Quadratkilometer Wasserfläche sind. Es grenzt im Uhrzeigersinn an folgende Countys: Union County, Fairfield County, Lexington County, Richland County, Saluda County, Greenwood County und Laurens County.

## Geschichte
Newberry County wurde am 12. März 1785 gebildet und am 1. Januar 1800 in einen Gerichtsbezirk umgewandelt. Am 16. April 1868 wurde es erneut zu einem County. Der Hintergrund der Benennung ist unklar: Möglicherweise geht der Name auf John Newberry zurück, der Offizier im Amerikanischen Unabhängigkeitskrieg war, oder auf frühe Siedler, die den Familiennamen Newberry oder Newbury hatten. Vorstellbar ist auch eine Benennung nach Städten namens Newbury in England oder Amerika.

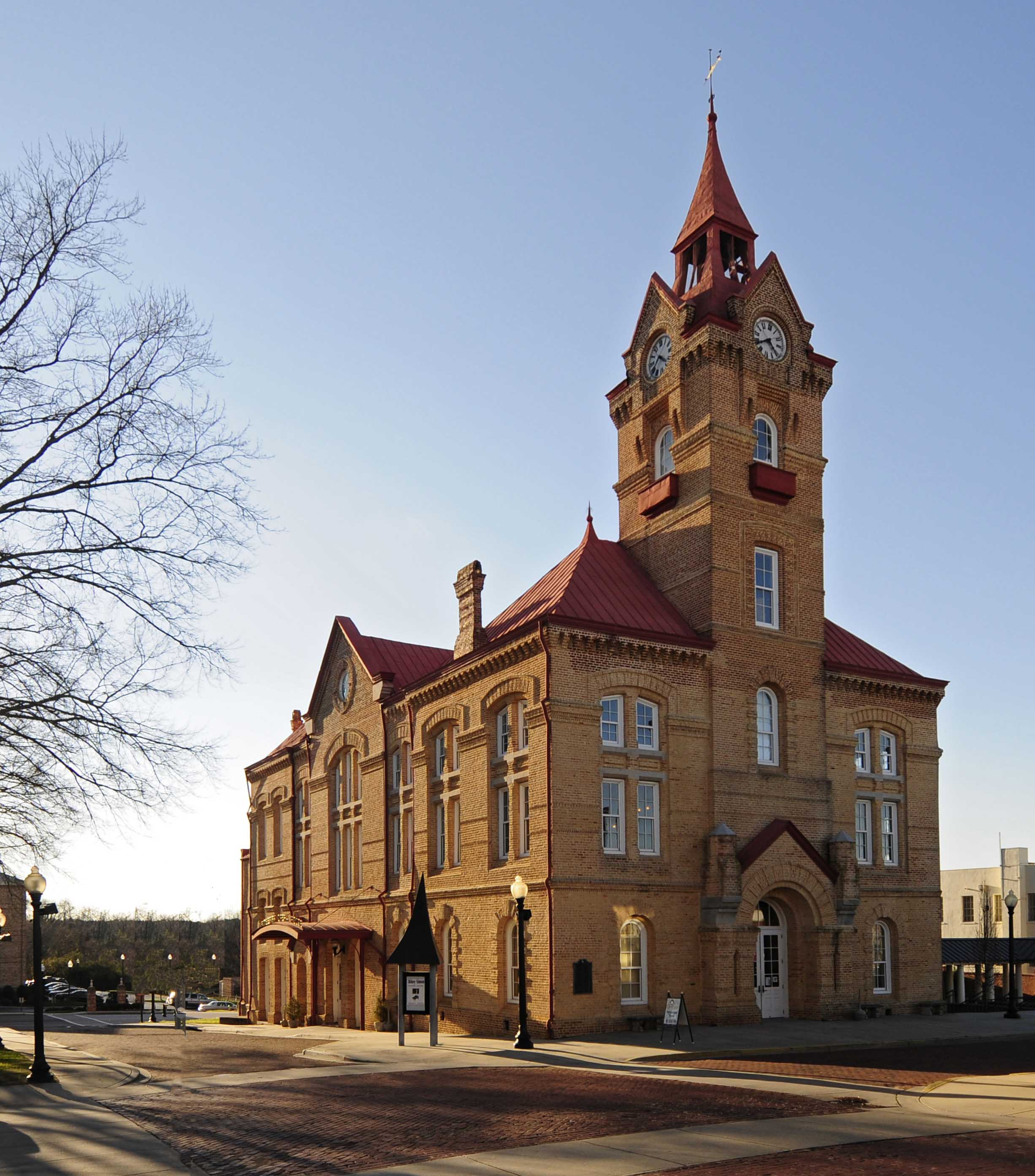
Das Newberry Opera House ist einer von 37 Einträgen des Countys im NRHP.

37 Bauwerke und Stätten des Countys sind im National Register of Historic Places (NRHP) eingetragen (Stand 29. Juli 2018).

## Demografische Daten
Nach der Volkszählung im Jahr 2000 lebten im Newberry County 36.108 Menschen in 14.026 Haushalten und 9.804 Familien. Die Bevölkerungsdichte betrug 22 Einwohner pro Quadratkilometer. Ethnisch betrachtet setzte sich die Bevölkerung zusammen aus 64,02 Prozent Weißen, 33,12 Prozent Afroamerikanern, 0,28 Prozent amerikanischen Ureinwohnern, 0,29 Prozent Asiaten, 0,09 Prozent Bewohnern aus dem pazifischen Inselraum und 1,30 Prozent aus anderen ethnischen Gruppen; 0,90 Prozent stammten von zwei oder mehr Ethnien ab. 4,25 Prozent der Bevölkerung waren spanischer oder lateinamerikanischer Abstammung.
Von den 14.026 Haushalten hatten 30,4 Prozent Kinder unter 18 Jahre, die bei ihnen lebten. 49,2 Prozent waren verheiratete, zusammenlebende Paare, 16,1 Prozent waren allein erziehende Mütter, 30,1 Prozent waren keine Familien, 26,5 Prozent waren Singlehaushalte und in 12,0 Prozent lebten Menschen mit 65 Jahren oder darüber. Die Durchschnittshaushaltsgröße betrug 2,50 und die durchschnittliche Familiengröße betrug 2,99 Personen.
24,1 Prozent der Bevölkerung war unter 18 Jahre alt. 9,8 Prozent zwischen 18 und 24, 27,6 Prozent zwischen 25 und 44, 23,7 Prozent zwischen 45 und 64 und 14,7 Prozent waren 65 Jahre alt oder älter. Das Durchschnittsalter betrug 37 Jahre. Auf 100 weibliche Personen kamen 93,2 männliche Personen und auf 100 Frauen im Alter von 18 Jahren und darüber kamen 89,8 Männer.
Das jährliche Durchschnittseinkommen eines Haushalts betrug 32.867 USD, das Durchschnittseinkommen einer Familie betrug 40.580 USD. Männer hatten ein Durchschnittseinkommen von 29.871 USD, Frauen 21.274 USD. Das Prokopfeinkommen betrug 16.045 USD. 13,6 Prozent der Familien und 17,0 Prozent der Bevölkerung lebten unterhalb der Armutsgrenze.